# Classe Chiayi
La classe Chiayi est une classe de patrouilleur de la garde côtière de Taïwan.

## Historique
La classe Chiayi est affectée aux missions de patrouille garde-côtière.
Elle fait l'objet d'un contrat gouvernemental global destiné à soutenir l'économie de la manufacture militaro-industrielle nationale, comprenant également six patrouilleurs de 1 000 t et quinze navires de sauvetage de 100 t. Le coût de fabrication des quatre patrouilleurs de classe Chiayi revient à un montant estimé entre 10,4 et 11,74 milliards NT$,,,.
La fabrication est assurée par CSBC Corporation, sur son site de Kaohsiung.
Le premier exemplaire de cette classe de navire est baptisé le 2 juin 2020, puis officiellement livré le 29 avril 2021 à la garde côtière de Taïwan, et devient alors le plus grand navire de la flotte. Le dernier navire doit être livré vers 2025.

## Caractéristiques
Les navires de classe Chiayi, longs de 125 m et larges de 16,5 m, ont un déplacement à pleine charge de 5 044 tonnes pour un déplacement nominal de 4 000 tonnes,,. D'un rayon d'action de 10 000 milles marins, ils peuvent naviguer à une vitesse maximale de 24 nœuds.
La conception est inspirée de celle de la classe Legend de vedettes américaines.
Le navire est équipé de trois canons à eau à haute pression d'une portée de 120 m dans le cadre de ses activités de patrouille,,.
La conception permet au navire d'être converti en navire de combat ; il intègre des tourelles télécommandées de canons de 20 mm, de deux mitrailleuses de 12,7 mm, ainsi que d'une station lance-roquette de 2,75 in développée par l'institut Chungshan des sciences et des technologies, d'une portée de 10 km,. Il permet l'atterrissage d'hélicoptères de lutte anti-sous-marine, tels les Sikorsky S-70C de la Marine nationale, et les Sikorsky UH-60M du Corps national de service aéroporté.
Il peut également être affecté à des missions humanitaires grâce à ses installations médicales.

## Liste des navires
- Chiayi CG5001
- Hsinchu CG5002
- Yunlin CG5003[8]
- Taipei CG5005[Note 1],[10]

Les navires sont baptisés du nom de localités taïwanaises, afin de souligner la « politique de l'administration consistant à construire des avions et des navires indigènes », ainsi que dans la suite de la tradition des derniers navires mis en service : ils portent ainsi le nom de la municipalité de Chiayi, celle de Hsinchu, du comté de Yunlin, et de la municipalité de Taipei.
Le numéro de coque étant traditionnellement lié à la valeur de déplacement à pleine charge, ici d'environ 5 000 t, les quatre navires sont identifiés en tant que CG5001, CG5002, CG5003 et CG5005.

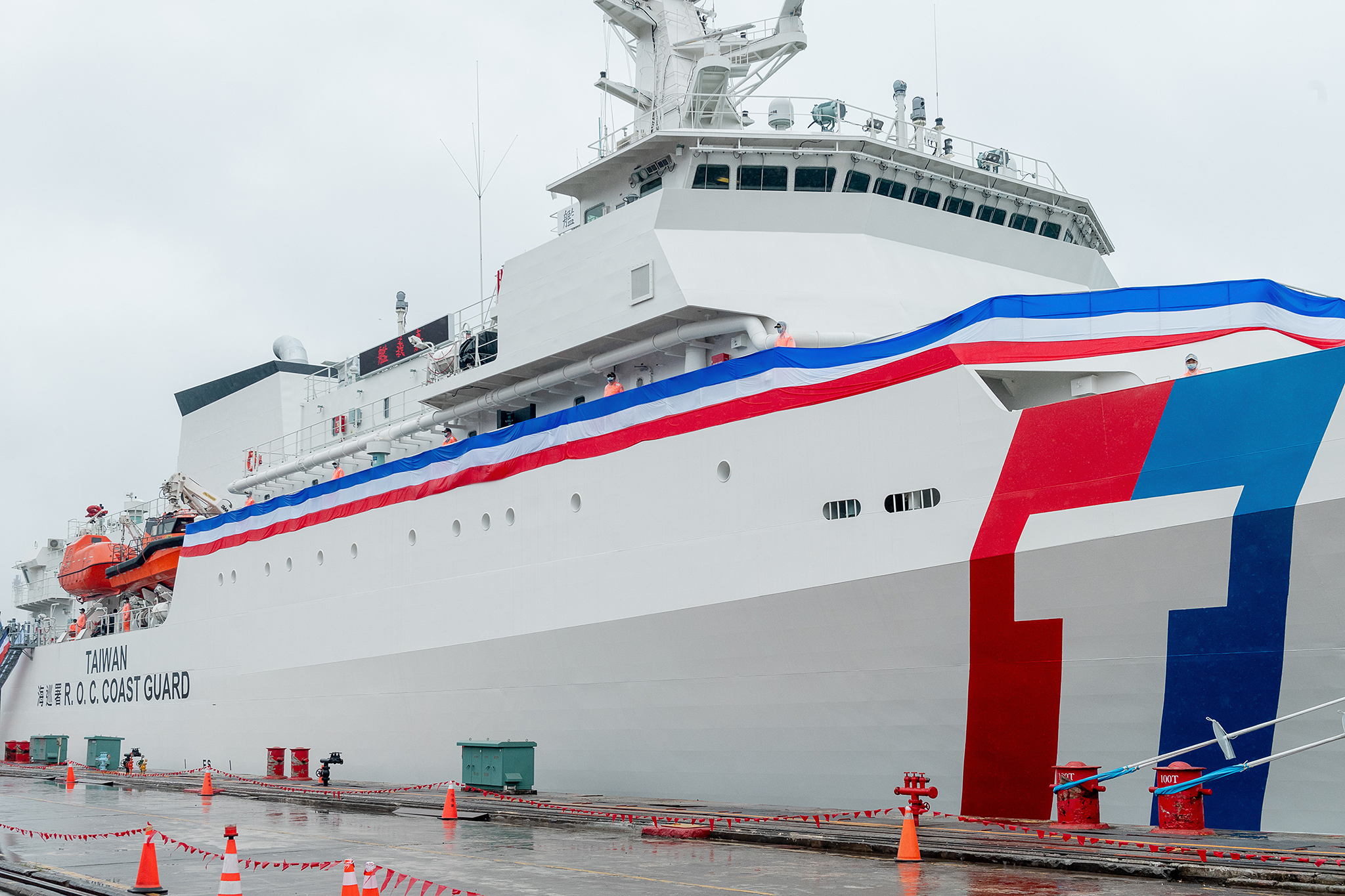
Chiayi CG5001.
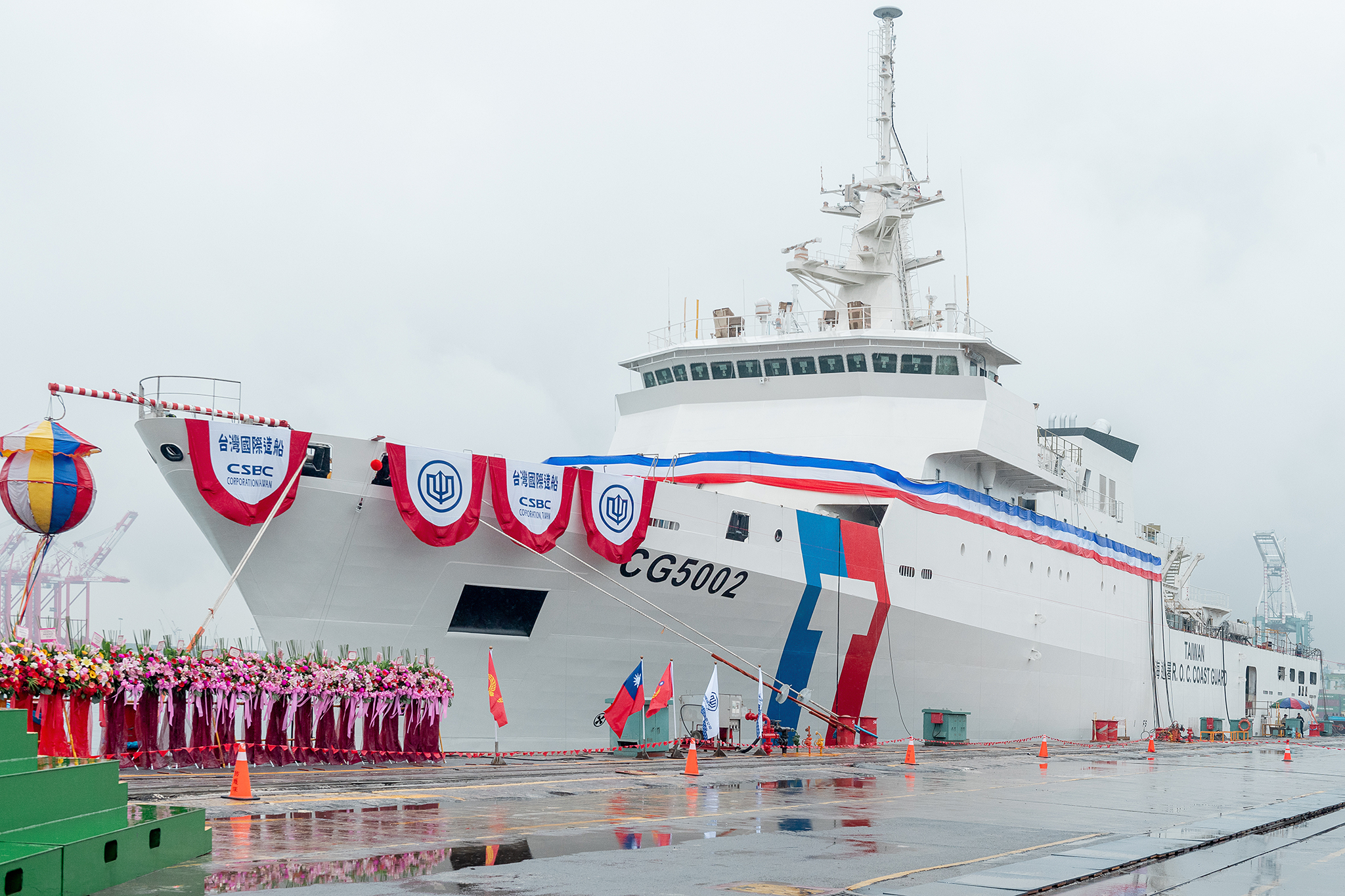
Hsinchu CG5002.
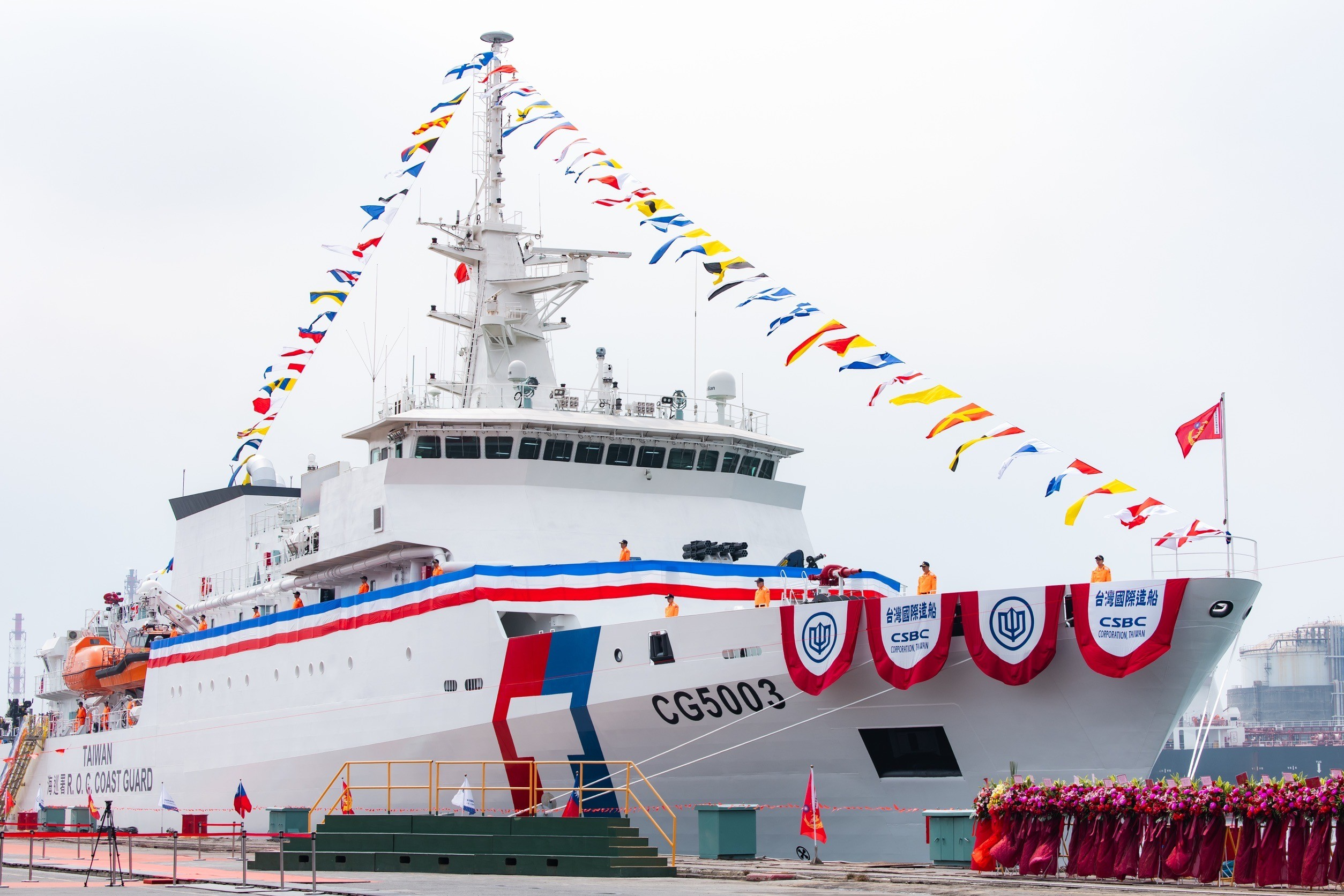
Yunlin CG5003.
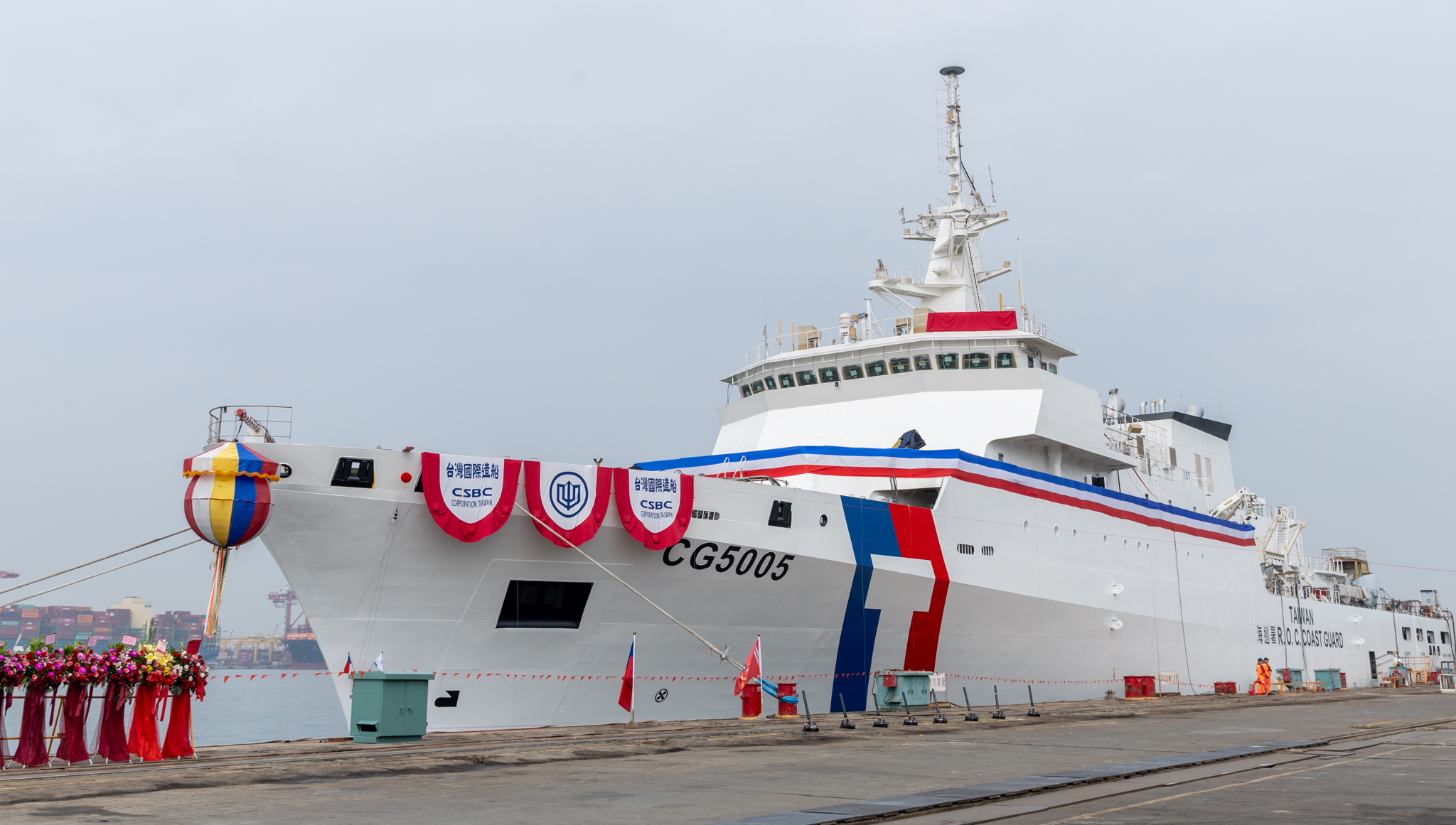
Taipei CG5005.